# Zirkumzenital
Das Zirkumzenital ist ein astronomisch-geodätisches Messinstrument mittlerer Größe, mit dem Sterndurchgänge durch einen in konstanter Zenitdistanz eingestellten Höhenkreis (Almukantarat) gemessen werden. Daraus lassen sich mehrere wichtige Größen der Astronomie und Astrogeodäsie bestimmen:
- hochpräzise Bestimmung der Lotrichtung bzw. der astronomischen Koordinaten des Zenit
- Bestimmung der Lotabweichung für Zwecke einer genauen Geoidbestimmung
- astronomische Bestimmung der Längendifferenz zwischen weit entfernten Sternwarten oder Vermessungspunkten
- Einsatz für die internationale Weltlängenbestimmung.

Aus der Winkeldifferenz zwischen dem Höhenwinkel, der für den genäherten Standort vorausberechnet wurde, und dem Höhenwinkel, der tatsächlich beobachtet wird, bestimmt man durch Ausgleichsrechnung die genaue Lotrichtung und leitet daraus die o. a. Parameter ab.
Der Bezug zur Lotrichtung wird beim klassischen Zirkumzenital – das in Tschechien entwickelt wurde – durch Spiegelung an einem Quecksilberhorizont hergestellt. Das Licht des gespiegelten Sterns wird mit dem direkt einfallenden Strahl durch Koinzidenz verglichen und eine automatische Zeitregistrierung des Zusammenlaufens der beiden Bilder vorgenommen. Das Messprinzip ähnelt damit dem Prismenastrolab, wie es in den 1960er Jahren für den Spezialtheodolit Wild T3 und später für Sekundentheodolite patentiert wurde.
Das Gewicht des Instruments liegt bei etwa 20 kg, weshalb es einen stabilen Messpfeiler benötigt. Die Messgenauigkeit ist besser als 0,1", womit es dem – allerdings viel leichter transportablen und am Stativ einsetzbaren – Ni2-Astrolab um ca. 50 % überlegen ist. Tschechische Zirkumzenitale wurden u. a. für die Weltlängenbestimmung zwischen Sternwarten und Fundamentalstationen eingesetzt.